# Logarithmische Spirale

Logarithmische Spirale, linksdrehend

Eine logarithmische Spirale oder spira mirabilis („Wunderspirale“) ist eine Spirale, bei der sich mit jeder Umdrehung um ihren Mittelpunkt (Zentrum, Pol) der Abstand von diesem Mittelpunkt um den gleichen Faktor verändert. Der Radius wächst also proportional zur Bogen- bzw. Spirallänge.
Jede Gerade durch den Pol schneidet die logarithmische Spirale stets unter dem gleichen Winkel (s. Isogonaltrajektorie). Wegen dieser Eigenschaft spricht man auch von einer gleichwinkligen Spirale. Durch diese Eigenschaft ist die logarithmische Spirale eindeutig charakterisiert.

## Mathematische Darstellung

Logarithmische Spirale,
linksdrehend,
Steigungswinkel = 10° Steigung,
Darstellung in einem Polarkoordinatensystem

Einfach lässt sich jede logarithmische Spirale in Polarkoordinaten {\displaystyle (r(\varphi ),\varphi )} angeben. Für {\displaystyle a,k\in \mathbb {R} \setminus \{0\}} beschreibt die Gleichung
{\displaystyle \quad r(\varphi )=ae^{k\varphi },\quad \varphi \in \mathbb {R} ,}
eine Funktion {\displaystyle r\colon \mathbb {R} \to \mathbb {R} }, und mittels der Polarkoordinateninterpretation
eine logarithmische Spirale in der euklidischen Ebene. Der Parameter {\displaystyle k} wird als Steigung der Spirale bezeichnet. Das {\displaystyle k} kann auch durch {\displaystyle \tan \alpha } ausgedrückt werden, wobei dann {\displaystyle \alpha \in \left]-{\tfrac {\pi }{2}},{\tfrac {\pi }{2}}\right[} der Steigungswinkel genannt wird. Dieser ist nicht der unten gezeichnete Tangentenwinkel {\displaystyle {\bar {\alpha }}}, sondern dessen Komplementärwinkel ({\displaystyle {\bar {\alpha }}+\alpha } = 90°).
In kartesischen Koordinaten ergibt sich:
{\displaystyle x(\varphi )=r(\varphi )\cos {\varphi }=ae^{k\varphi }\cos {\varphi }}
{\displaystyle y(\varphi )=r(\varphi )\sin {\varphi }=ae^{k\varphi }\sin {\varphi }}
Namensgebend ist die Darstellung, bei der der Winkel als Funktion des Radius {\displaystyle r} ausgedrückt wird:
{\displaystyle \varphi (r)={\frac {1}{k}}\ln \left({\frac {r}{a}}\right)\quad ,} und dieser freie Parameter {\displaystyle r} (der Gleichung) ist aus {\displaystyle \mathbb {R} ^{+}} falls {\displaystyle a>0} und aus {\displaystyle \mathbb {R} ^{-}} falls {\displaystyle a<0}.
In der komplexen Ebene lässt sich jede logarithmische Spirale sogar noch einfacher darstellen.
Mit {\displaystyle z\in \mathbb {C} \setminus \mathbb {R} } und {\displaystyle \left|z\right|\neq 1} gilt:
{\displaystyle w(t)=az^{t},\quad t\in \mathbb {R} ,}
denn ist {\displaystyle z=|z|e^{i\arg z}} die Polarform von {\displaystyle z}, so gilt
{\displaystyle z^{t}=|z|^{t}e^{it\arg z}=e^{t\ln |z|}\left(\cos \left(t\arg z\right)+i\sin \left(t\arg z\right)\right)}.
Also geschieht dies mit den beiden (analytischen) Bijektionen
{\displaystyle \varphi \mapsto t\arg z}
und
{\displaystyle k\mapsto {\tfrac {\ln |z|}{\arg z}}},
denn {\displaystyle \arg z\neq 0} nach Voraussetzung.
Eine weitere, einfache Darstellung aus der Differentialgeometrie ebener Kurven lautet:
Nur wenn für (beliebiges, aber festes) {\displaystyle k\in \mathbb {R} } für alle reellen Werte {\displaystyle \varphi } die Differentialgleichung
{\displaystyle {\frac {1}{r}}{\frac {\mathrm {d} }{\mathrm {d} \varphi }}r=k}
gilt, dann heißt die zugehörige Menge der Punkte {\displaystyle (r(\varphi ),\varphi )\in \mathbb {R} ^{2}} (in Polarkoordinaten) eine logarithmische Spirale mit Steigung(-sparameter) {\displaystyle k} .

## Eigenschaften

Logarithmische Spirale: alle durch den Pol gehenden Geraden schneiden die Kurve unter dem gleichen Tangentenwinkel

Als linksdrehende logarithmische Verdoppelungsspirale (rot), eignet sie sich auch für die Würfelverdoppelung und Würfelhalbierung.

Die logarithmische Spirale hat eine Reihe einzigartiger Eigenschaften, weshalb sie von einem ihrer größten Liebhaber, Jakob I Bernoulli, auch als spira mirabilis („wundersame Spirale“) bezeichnet wurde:
- Das Vorzeichen von {\displaystyle ak} gibt die anschauliche Drehrichtung der Spirale in der Ebene wieder.
- Alle durch den Pol gehenden Geraden schneiden die Kurve – also ihre Tangenten – unter dem gleichen Tangentenwinkel {\displaystyle {\bar {\alpha }}} mit {\displaystyle \tan {\bar {\alpha }}={\tfrac {1}{k}}=\cot \alpha } und daher {\displaystyle {\bar {\alpha }}={\tfrac {\pi }{2}}-\alpha } (siehe Abbildung). Man kann dies sogar als Eigenschaft fordern und so logarithmische Spiralen definieren (siehe ihre Darstellung in Form einer Differentialgleichung).
- Die Spirale umkreist den Ursprung unendlich oft, ohne ihn zu erreichen (asymptotischer Punkt).
- Obwohl die Kurve den Pol, den sie „unendlich“ oft umkreist, für keinen endlichen Winkelwert erreicht, ist die Bogenlänge von jedem Kurvenpunkt bis zum Pol endlich und beträgt {\displaystyle s(\varphi )=a{\tfrac {\sqrt {1+k^{2}}}{k}}e^{k\varphi }}.
- Mit jeder Windung wächst der Radius um einen konstanten Faktor:

{\displaystyle r(\varphi +2\pi )=ae^{k(\varphi +2\pi )}=ae^{k\cdot 2\pi }e^{k\varphi }=(e^{2\pi })^{k}r(\varphi )}
mit e2π ≈ 535,5 in einer Potenz der Steigung k (daher ergeben nur relativ flache Spiralen mit k ≪ 1 „hübsche“ Schnecken). Diese Eigenschaft unterscheidet alle logarithmischen Spiralen von den archimedischen, die sich bei jeder Windung um eine Konstante ausdehnen (ihre Steigung nimmt dabei ab).
- Die logarithmische Spirale ist – in Verallgemeinerung der obigen Herleitung – selbstähnlich (invariant) gegenüber einer zentrischen Streckung um den Faktor {\displaystyle e^{k\gamma }} bei gleichzeitiger Drehung um den Winkel {\displaystyle \gamma }.

Das gilt für die konstant wachsende Archimedesspirale nicht: Darum scheinen rotierende Archimedesspiralen „nach außen“ zu wandern, aber logarithmische perspektivisch auf den Beobachter zuzukommen.

Eine logarithmische Spirale ist selbstähnlich.

- Die Kurve ist ihre eigene Evolute.
- Die Kurve ist ihre eigene Brennlinie (Kaustik).
- Die Kurve ist ihre eigene  Fußpunktkurve.
- Eine Inversion der Kurve ({\displaystyle r\mapsto {\tfrac {1}{r}}}) führt zur Spiegelung der Kurve an der Y-Achse und Drehung (für {\displaystyle |a|=1} nur zur Spiegelung); aus einer linksdrehenden logarithmischen Spirale wird eine rechtsdrehende und umgekehrt.Logarithmische Spirale mit ihrer Inversen, {\displaystyle |a|=1}

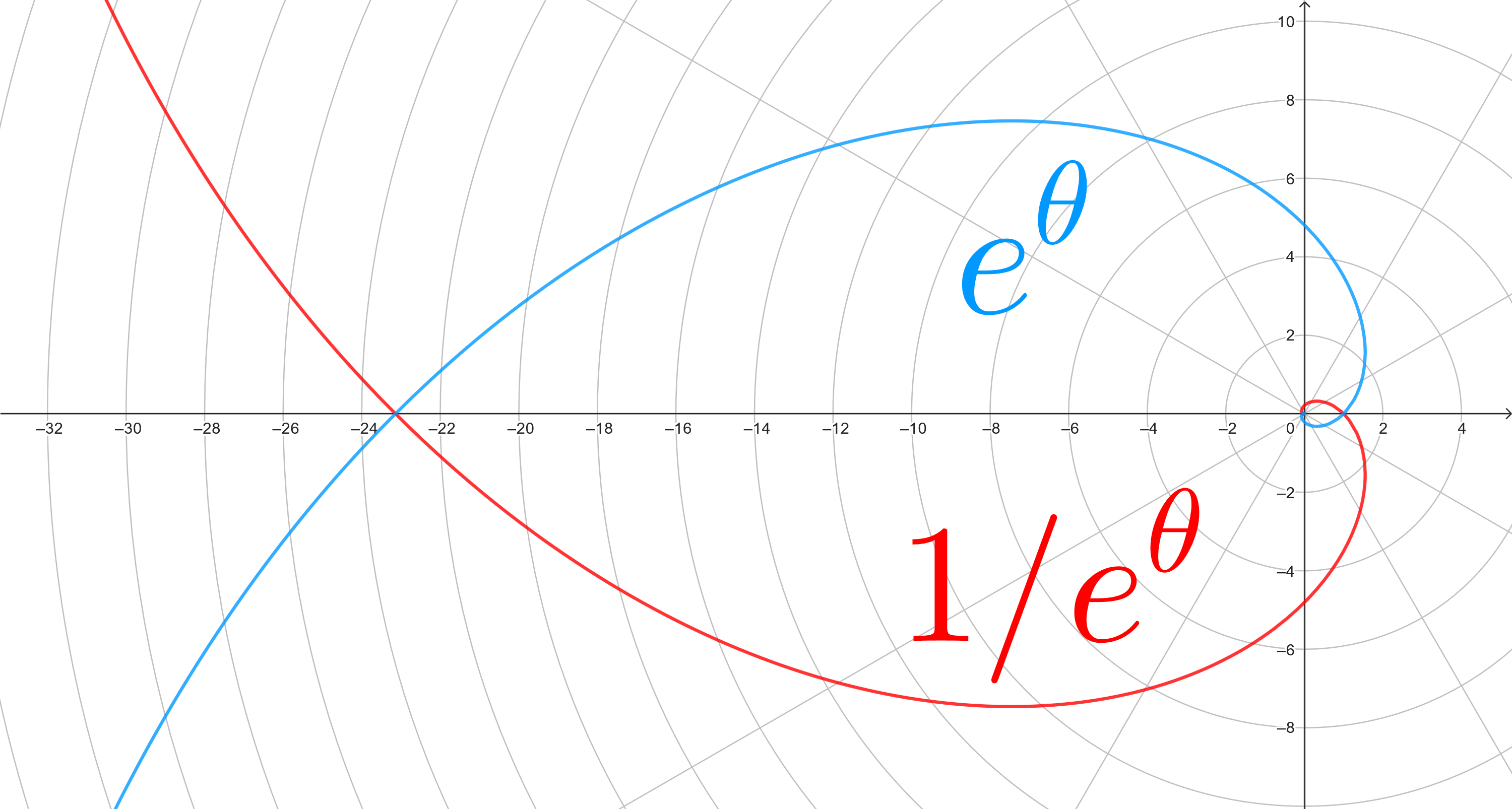
Logarithmische Spirale mit ihrer Inversen,

- Alle Spiralen gleicher Steigung sind ähnlich.Logarithmische Spiralen mit a = 1,2,3,4,5 und {\displaystyle \alpha } = 20°; jede Spirale kann durch Drehung zu eine der anderen Spiralen werden

Logarithmische Spiralen mit a = 1,2,3,4,5 und = 20°; jede Spirale kann durch Drehung zu eine der anderen Spiralen werden

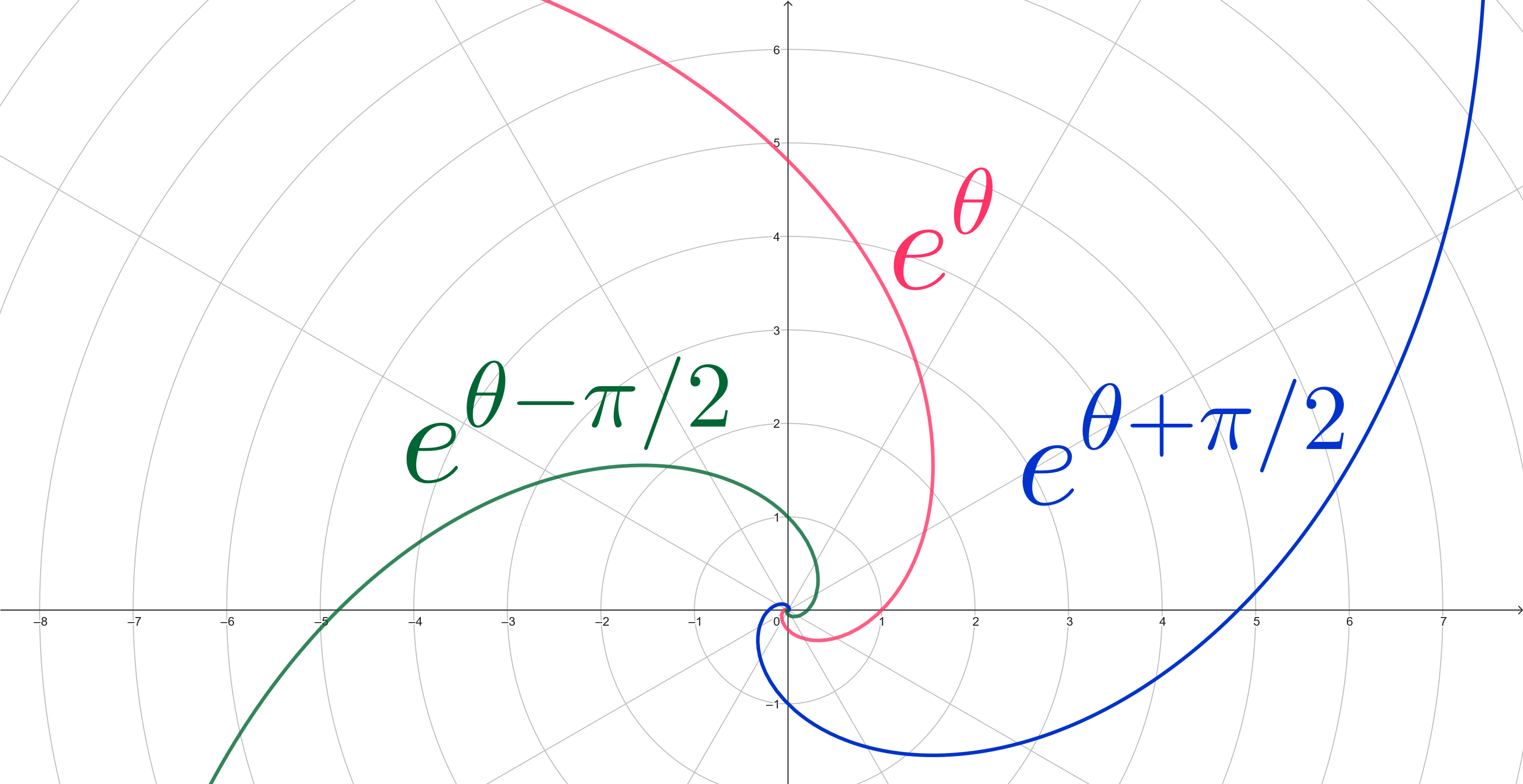
Drehung einer logarithmischen Spirale um ± ; die Spiralen berühren sich in keinem Punkt

- Drehung einer logarithmischen Spirale um ± {\displaystyle \pi /2}; die Spiralen berühren sich in keinem PunktFür {\displaystyle {k\to 0}\ } nähert sich die Spirale immer mehr einem Kreis mit Radius {\displaystyle a} an, der die Kurvengleichung für {\displaystyle k=0} (Schnittwinkel 90° = {\displaystyle {\tfrac {\pi }{2}}}) erfüllt. Daher kann man in der Definition der Spirale auch {\displaystyle k=0} zulassen und den Kreis als einen Spezialfall der logarithmischen Spirale betrachten, was insbesondere in der Kugelgeometrie bedeutend ist.
- Die logarithmische Spirale ist eine W-Kurve im Sinne der projektiven Geometrie: sie ist invariant unter einer 1-parametrigen Gruppe von projektiven Transformationen.

### Spezialfälle und Näherungen
Die Goldene Spirale ist ein Sonderfall der logarithmischen Spirale. Diese Spirale lässt sich mittels rekursiver Teilung eines Goldenen Rechtecks in je ein Quadrat und ein weiteres, kleineres Goldenes Rechteck konstruieren (siehe nachfolgendes Bild). Bei ihr gilt somit {\displaystyle k={\tfrac {4\ln(\Phi )}{2\pi }}} mit dem Wert des Goldenen Schnittes {\displaystyle \Phi ={\tfrac {{\sqrt {5}}+1}{2}}}.
Jede logarithmische Spirale lässt sich auch durch einen Polygonzug approximieren. Für dessen Konstruktion werden Dreiecke mit einem gleichen Steigungswinkel und jeweils der kürzeren Seite so lang wie die längere Seite des vorigen Dreiecks aneinandergereiht.  Eine Erweiterung dieses Gedankenganges gilt auch für gewisse irreguläre Polygone, die sich aneinanderlegen lassen. Dieses Bauprinzip ist in der Natur verbreitet und liefert im Allgemeinen mehrgängige Spiralen.

Goldene Spirale
Irreguläre Polygonspirale

### Formeln
siehe auch: Formelsammlung Geometrie

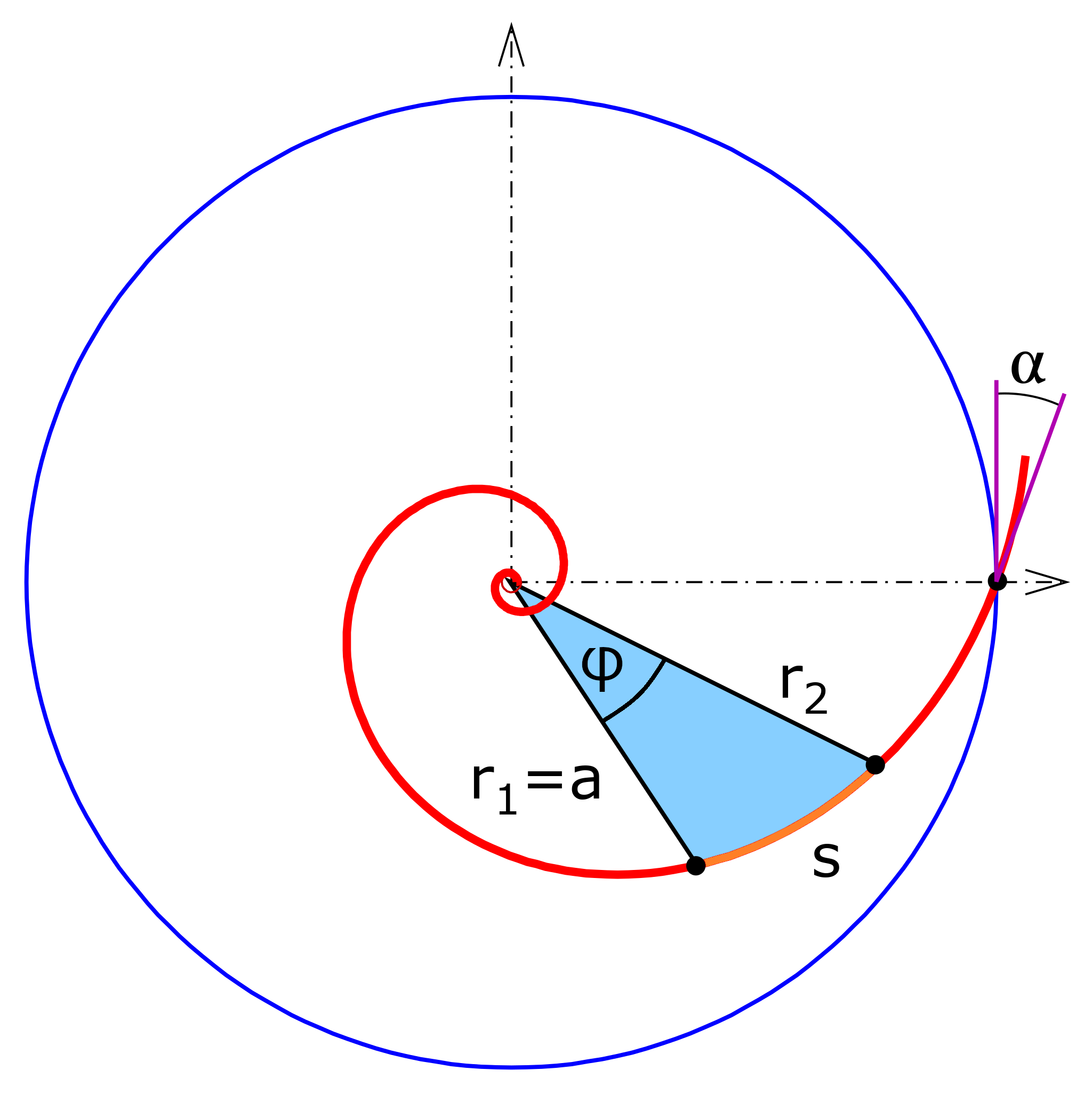
Darstellung der Größen

Der Steigungswinkel ist – genau wie der Tangentenwinkel – konstant.

| Formeln zur Logarithmischen Spirale | Formeln zur Logarithmischen Spirale                                                                                                |
| ----------------------------------- | --- |
| Funktion                            | {\displaystyle r(\varphi )=a\cdot e^{k\cdot \varphi }\quad ,\quad \varphi (r)={\frac {1}{k}}\cdot \ln \left({\frac {r}{a}}\right)} |
| Steigung                            | {\displaystyle {\frac {1}{r}}\cdot {\frac {\mathrm {d} r}{\mathrm {d} \varphi }}=k=\tan(\alpha )}                                  |
| Krümmungsradius                     | {\displaystyle \rho (r)=r\cdot {\sqrt {1+k^{2}}}={\frac {r}{\cos(\alpha )}}}                                                       |
| Bogenlänge                          | {\displaystyle s(r_{2})-s(r_{1})={\sqrt {1+k^{2}}}\cdot {\frac {r_{2}-r_{1}}{k}}={\frac {r_{2}-r_{1}}{\sin(\alpha )}}}             |
| Flächeninhalt                       | {\displaystyle A(r_{2})-A(r_{1})={\frac {r_{2}^{2}-r_{1}^{2}}{4k}}}                                                                |

## Logarithmische Spirale und Loxodrome
Ausgehend von einer logarithmischen Spirale in der Ebene mit dem Koordinatenursprung als ihrem asymptotischen Punkt kann eine Loxodrome auf einer Kugeloberfläche konstruiert werden. Hierfür wird die Kurve auf eine Kugeloberfläche projiziert, indem eine Kugel mit willkürlichem Radius auf den Koordinatenursprung gelegt wird. Dieser Kontaktpunkt bezeichne den Südpol auf der Kugel. Von den Punkten der logarithmischen Spirale in der Ebene werden Strahlen durch diese Sphäre hindurch zum Nordpol der Kugel betrachtet. Diese Strahlen definieren dann beim jeweils erstmaligen Schneiden der Kugeloberfläche dort eine neue sphärische Kurve.
Geraden, die in der Ebene durch den Ursprung gehen, werden durch diese Abbildung zu Längenkreisen auf der Kugel und die ebene logarithmische Spirale beschreibt auf der Kugeloberfläche eine Loxodrome. Umgekehrt erzeugt eine passende (Nordpol und Südpol sind die asymptotischen Punkte der Loxodrome) Projektion einer Loxodromen von der Sphäre in die Ebene dort eine logarithmische Spirale. Diese Art der winkeltreuen Projektion von Sphäre auf Ebene nennt man stereografische Projektion.

## Vorkommen
In der Natur finden sich zahlreiche Beispiele logarithmischer Spiralen mit diversen Steigungen, wie beispielsweise durch Wachstum entstandene Schneckenhäuser oder die Anordnung von Kernen in der Blüte einer Sonnenblume, oder der Blütenstand einer Blumenkohlsorte namens Romanesco Brassica Oleracea.
Ein Fluginsekt orientiert sich bei einem nächtlichen Flug am Stand des (weit entfernten) Mondes, indem es den Winkel zu ihm konstant hält. Durch eine (punktuelle nahe) Straßenlaterne wird die Flugkurve jedoch regelmäßig korrigiert, so dass sie zu einer logarithmischen Spirale wird, in deren Zentrum sich die Straßenlaterne befindet.
Daneben finden sich annähernd logarithmisch spiralförmige Strukturen in dynamischen Mehrkörpersystemen und fluiddynamischen Systemen (Wirbelbildung bei ausreichend großem Geschwindigkeitsgradient) sowie in der Technik (z. B. Hinterdrehen).

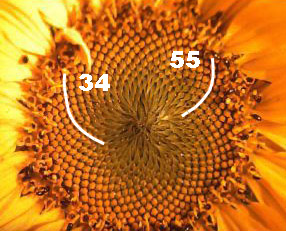
Sonnenblume mit 34 linksdrehenden und 55 rechtsdrehenden Fibonacci-Spiralen
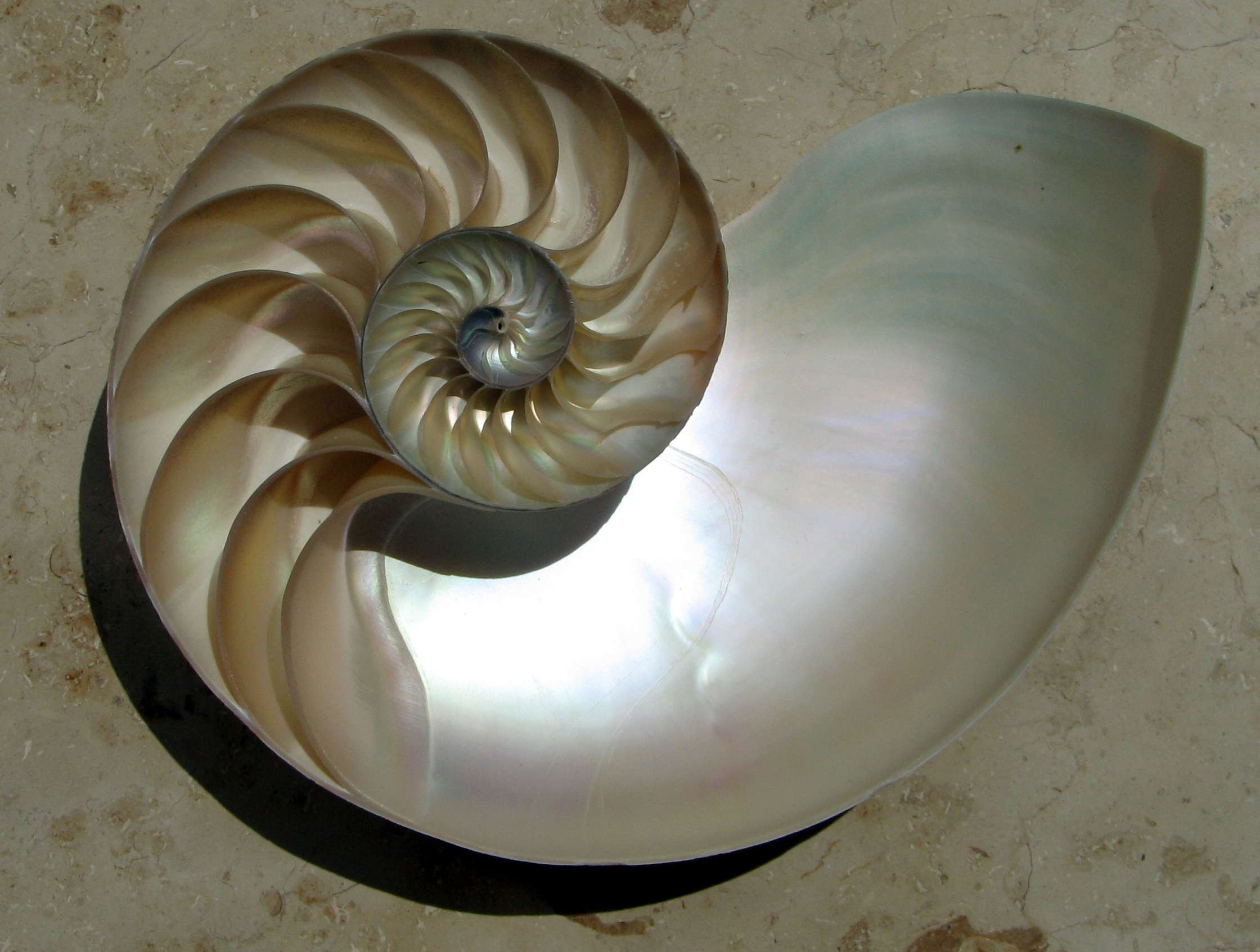
Schnitt einer Nautilus-Schale
Whirlpool-Galaxie, eine typische Spiralgalaxie
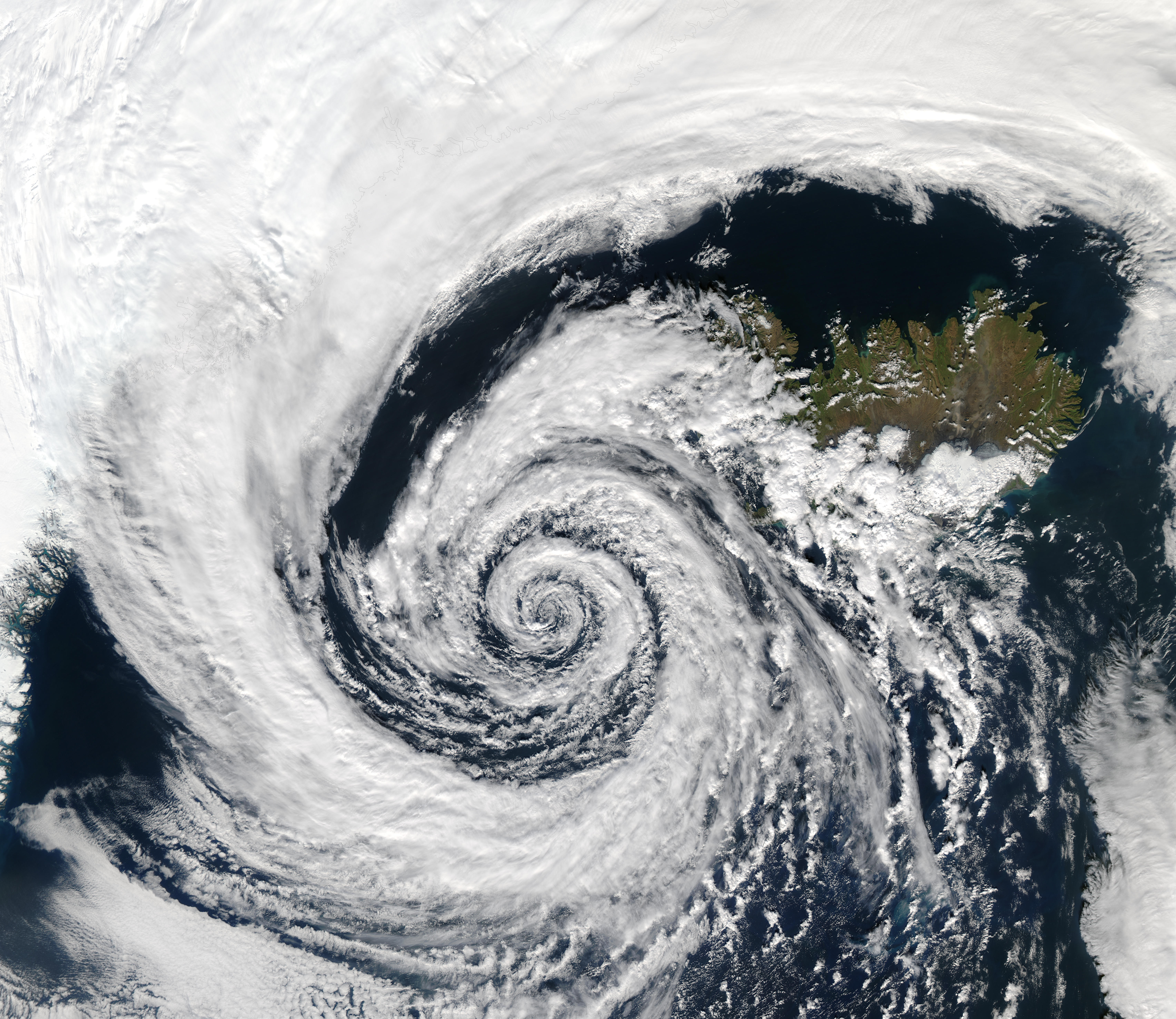
Tiefdruckwirbel über Island im Sep. 2003 aus ca. 700 km Höhe fotografiert

## Anwendungen
- Spiralantenne

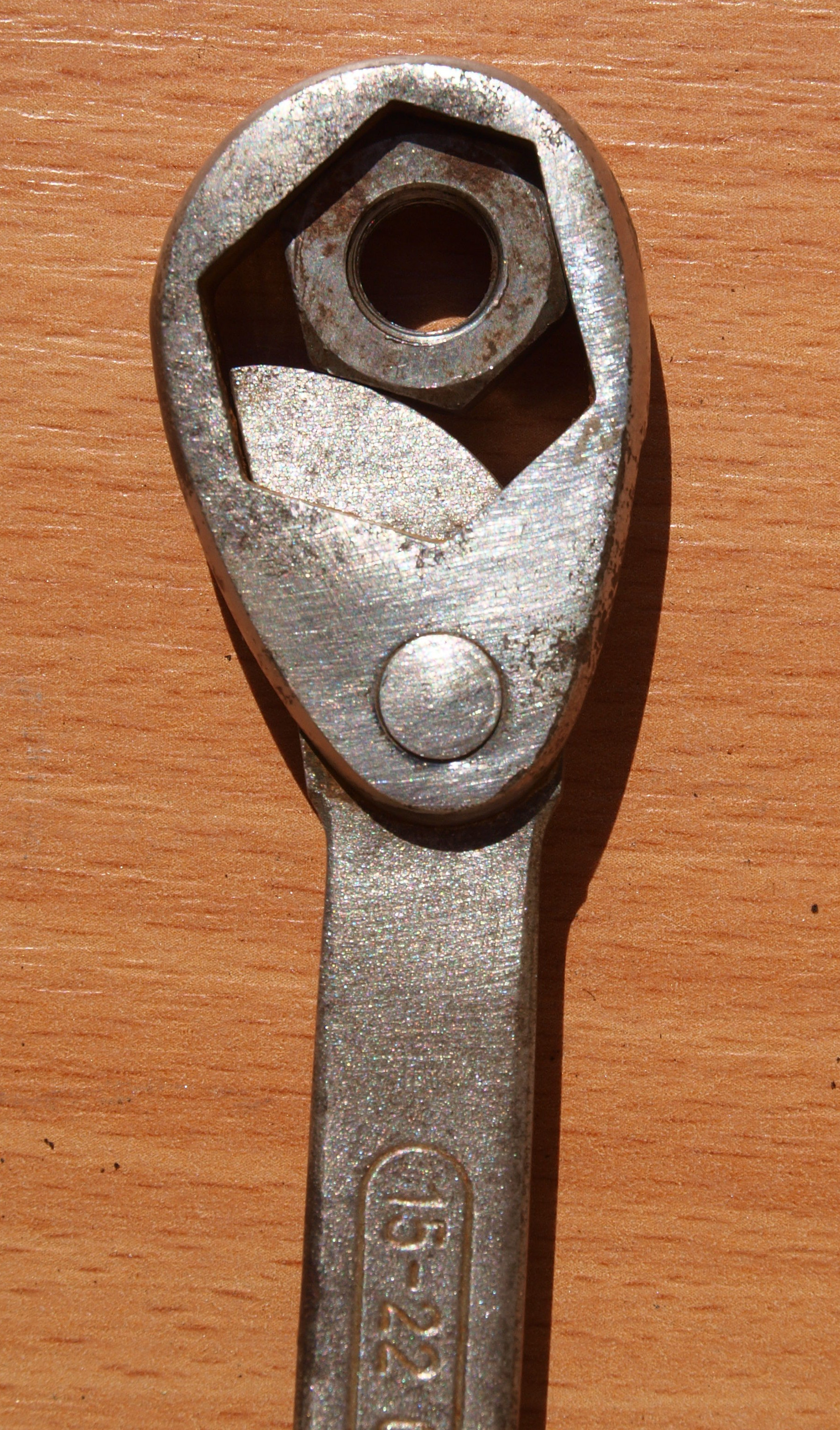
Schraubenschlüssel mit den Schlüsselweiten 15 – 22 mm; die Einstellung erfolgt automatisch durch das Anziehen

Skizze eines Klemmgeräts in einem Felsriss

- Hypoidantrieb mit logarithmischer Spiralverzahnung
- Klemmgerät
- Swan Device, Typ einer Kernspaltungsbombe mit Implosion

## Historisches

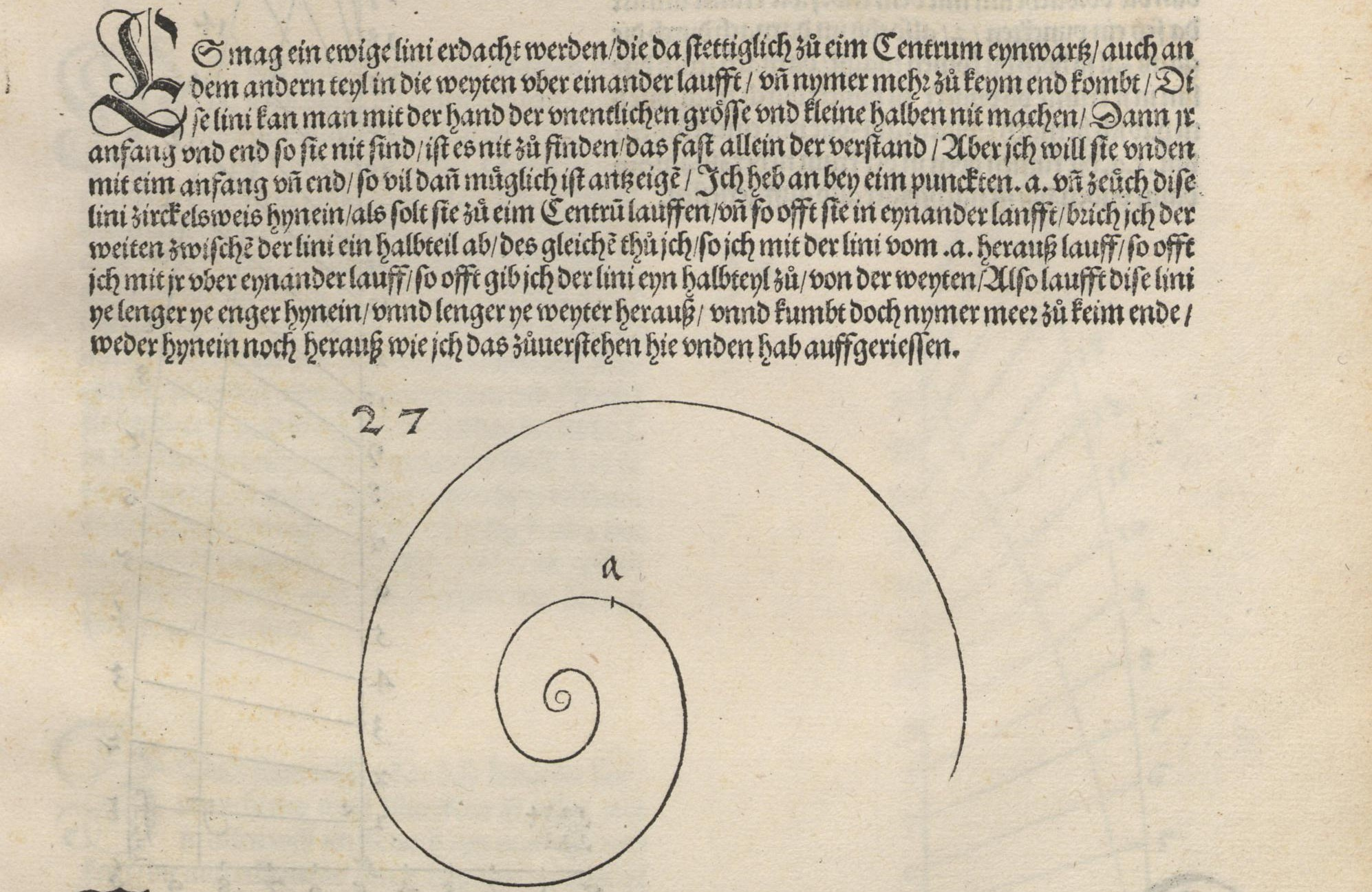
Beschreibung und Freihandzeichnung einer logarithmischen Spirale von Albrecht Dürer (1525)

Die erste bekannte Beschreibung einer logarithmischen Spirale findet sich bei Albrecht Dürer (1471–1528) in seinen Werk Underweysung der messung mit dem zirckel un richtscheyt (1525) und wird dort als ewige lini bezeichnet. Allerdings ist die Beschreibung bei Dürer nur mit einer Freihandzeichnung versehen und enthält weder eine Konstruktion noch eine Darstellung durch eine Formel.
Die erste mathematisch exakte Definition geht auf Descartes (1596–1650) zurück, der sie 1638 formulierte und zudem die Tangenteneigenschaft der Spirale entdeckte, etwa zeitgleich untersuchte Torricelli (1608–1647) die Spirale und beschrieb ihre punktweise Konstruktion.
Jakob I Bernoulli (1655–1705) studierte die Spirale intensiv und war von ihren Eigenschaften so fasziniert, dass er sie spira mirabilis (Wunderspirale) nannte. Der Legende nach war es sein Wunsch, dass seine geliebte logarithmische Spirale mit der Inschrift eadem mutata resurgo („Verwandelt kehr' ich als dieselbe wieder“) auf seinen Grabstein eingemeißelt werden sollte. Der zuständige Steinmetz meißelte nach dem Tod Bernoullis zwar eine Spirale auf dessen Grabstein, allerdings handelte es sich (vermutlich aus Unwissenheit oder um sich Arbeit zu sparen) um eine Archimedische Spirale. Bernoullis Grabstein kann noch heute im Kreuzgang des Münsters zu Basel besichtigt werden.
Die Bezeichnung logarithmische Spirale stammt von Pierre de Varignon (1654–1722), der sie erstmals 1704 verwendete.